# Zasada bezpieczeństwa
Zasada bezpieczeństwa (ang. safety principle) – w brydżu zasada dotycząca licytacji i systemów licytacyjnych i mówiąca o tym, że każda odzywka powinna być dawana z taką siłą karty, aby zabezpieczyć stronę licytującą przed wysoką przegraną.
Zasada bezpieczeństwa została sformułowana i zastosowana przez Eliego Culbertsona w jego systemie licytacyjnym już w 1927 roku.
Culbertson, tworząc własny system licytacyjny, stworzył też własne systemy obliczania siły karty: lewy honorowe (LH) i lewy wygrywające (LW).
Zasada bezpieczeństwa w jego systemie została wyrażona Prawem 2 i 3, które mówi, że każda odzywka otwierająca licytację lub pierwsza odzywka (wejście) obrońców powinna opierać się na takiej ilości LW, aby zabezpieczyć licytujących graczy przed wpadką bez dwóch z kontrą po partii lub bez trzech z kontrą przed partią, czyli przed wpadką większą niż 500 punktów. Natomiast odpowiedzi partnera na otwarcie lub wejście powinny w zasadzie dawać pokrycie bilansowe w LW.
Jeszcze za czasów brydża licytowanego do obliczania siły karty stosowane były systemy punktowe.
Po przejściu w 1925 roku na brydża kontraktowego systemy te wcale nie straciły na popularności. Tej sytuacji nie zmieniło także opublikowanie systemu Culbertsona. Wielu ekspertów było nadal zwolennikami systemów punktowych, jako że były to systemy łatwiejsze w użyciu.
Systemem punktowym, który przetrwał próbę czasu i okazał się być najprostszym i najdokładniejszym, oraz który doczekał się wielu szczegółowych opracowań przez różnych ekspertów, był stworzony w 1914 roku system obliczania punktów honorowych Miltona  Worka.
Nacisk na stosowanie systemów punktowych był tak duży, że Culbertson w 1954 roku wprowadził do swojego systemu obliczenie punktowe siły karty, według własnego opracowania, niezależnie od obliczenia LH i LW.
We współczesnych systemach licytacyjnych zasada bezpieczeństwa została utrzymana, ale większość odzywek nie opiera się już na LW, lecz na odpowiadającej im liczbie punktów za honory w skali Miltona Worka. Prawo 2 i 3 i obliczenie LW jest za to nadal powszechnie stosowane przy zgłaszaniu odzywek zaporowych.